# Csicserilednek
A csicserilednek (Lathyrus cicera) a hüvelyesek (Fabales) rendjébe, ezen belül a pillangósvirágúak (Fabaceae) családjába tartozó lednek (Lathyrus) nemzetségbe tartozó növény. Egyes helyeken csicseriborsónak is hívják, de nem keverendő az ilyen néven széles körben Spanyolországtól Indiáig elterjedt 
csicseriborsóval (Cicer arietinum).
Magyarországon őshonos faj.

## Leírása
A Földközi-tenger mellékén napos-köves lejtőkön honos, de termesztve is látható, hüvelye éretten legfeljebb 1 centiméter széles, virága pirosló. Kisebb, mint a szegletes lednek és töve többszárú.

## Táplálékként
Étel hasonlóan készíthető belőle, mint a csicseriborsóból.
A nyers csicserilednek emészthetetlen méreganyagokat tartalmazhat, ezért az áztatáshoz használt vizet ki kell önteni, és csak friss vízben szabad főzni.

### Hamis aminosavak
A hüvelyesek, köztük a csicserilednek védekező berendezésének egyik érdekes eszköze a hamis és ezzel káros aminosavak képzése. Az aminosavak a fehérjék építőanyagai. A hamis aminosavaknak egyfajta szerkezeti hibájuk van. Ha egy állat ilyen magot eszik, akkor a testében meggátolódik a további fehérjefelépítés. Ez a pusztulását is okozhatja. Már több mint négyszáz hamis aminosavat ismerünk.

### Latirizmus
Az embereknél a legismertebb megbetegedés, amelyet a hamis aminosavak okozhatnak, a latirizmus. Több lednek glutaminsavval analóg, ám toxikus aminosavat tartalmaz. Leginkább a csicserilednek, a szegletes lednek és a borsóbükköny idézheti elő e mérgezést, mely már a hippokratikusok előtt is ismert volt. A latin szerzők crurum exsolutio és crurum impotentia neveken írják le. Ezek termésének huzamos és kizárólagos fogyasztása akár súlyos megbetegedéshez, idült mérgezéshez, akár a lábak, a hólyag és a bél megbénulásához valamint néha agykárosodáshoz is vezethet. Európában a betegség szerencsére már eltűnt, Indiában azonban a mai napig is fellelhető a különösen szegényes, kopár tájakon. A magvak toxicitása, a súlyos fokú neurotoxikus szindróma a magokat vízben főzve vagy áztatva szüntethető meg. A hüvelyeseket ezért kell a zsenge cukorborsó kivételével kizárólag főzve fogyasztani.

### Takarmányként
A csicseriledneket régebben takarmányként is ismerték, de mérgező anyagokat tartalmaz, ezért ló, szarvasmarha, juh takarmányozása tilos a növénnyel.